# Hypnodontopsis lingulata
Hypnodontopsis lingulata là một loài rêu trong họ Rhachitheciaceae. Loài này được J.-P. Frahm mô tả khoa học đầu tiên năm 2005.